# The Private Life of Helen of Troy
The Private Life of Helen of Troy is een Amerikaanse filmkomedie uit 1927 onder regie van Alexander Korda. Destijds werd de film in Nederland uitgebracht onder de titel Het intieme leven van Helena van Troje.

## Verhaal
Helena vindt dat haar man Menelaüs niet genoeg aandacht aan haar schenkt. Ze gaat er daarom vandoor met Paris. Menelaüs trekt vervolgens ten oorlog tegen Troje om zijn vrouw terug te krijgen. Volgens een oud Grieks gebruik moet hij Helena doden bij haar terugkeer. Haar schoonheid lijkt hem daarvan te weerhouden.

## Rolverdeling
| Acteur               | Personage              |
| -------------------- | ---------------------- |
| María Corda          | Helena                 |
| Lewis Stone          | Menelaüs               |
| Ricardo Cortez       | Paris                  |
| George Fawcett       | Eteoneus               |
| Alice White          | Adraste                |
| Bill Elliott         | Telemachus             |
| Tom O'Brien          | Odysseus               |
| Bert Sprotte         | Achilles               |
| Mario Carillo        | Ajax                   |
| Charles Puffy        | Malapokitoratoreadetos |
| George Kotsonaros    | Hector                 |
| Emilio Borgato       | Sarpedon               |
| Constantine Romanoff | Aeneas                 |
| Alice Adair          | Aphrodite              |
| Helen Fairweather    | Athena                 |
| Virginia Thomas      | Hera                   |